# Tékitoi
Albums de Rachid Taha
Rachid Taha Live
(2001) Dîwan 2
(2006)
Tékitoi est le sixième album solo de Rachid Taha paru en 2004.

## Historique
Le guitariste Steve Hillage a produit l'album en plus de jouer la guitare, Brian Eno collabore aux chœurs, au synthétiseur et à la batterie. La chanson Rock el Casbah est une version en arabe du morceau Rock the Casbah du groupe punk britannique The Clash. Le premier titre, Tékitoi, est utilisé en générique de fin du long métrage Nos amis les flics réalisé en 2004 par Bob Swaim.

## Liste des titres
1. Tékitoi ? avec Christian Olivier des Têtes raides
2. Rock el Casbah (Joe Strummer, Mick Jones, Topper Headon)
3. Lli Fat Mat
4. H'asbu-Hum
5. Safi
6. Meftuh'
7. Winta avec Kaha Beri
8. Nah'seb
9. Dima
10. Mamachi
11. Shuf
12. Stenna

bonus version américaine
1. Ya Rayah
2. Voilà, voilà (version espagnole)

bonus DVD
1. ¿Kienes? (film de 45 minutes)

## Personnel
- Rachid Taha: Chant
- Steve Hillage: Guitares, chœurs, voix anglophone sur Voila Voila, production
- Bruno Maman: Guitares, Claviers, Programmation, Ingénieur, Arrangements des cordes
- Francois Delfin: Guitare, Guitare Slide
- Julien Jacob: Guitare Acoustique
- Leo Abrahams: Basse
- Hakim Hamadouche: Banjo, Luth
- Said Kama: Violon, arrangements de cordes
- Duchess Nell Catchpole: Violon
- Alison Dodds: Violon
- Adel Eskander: Violon
- Ashraf Heikal: Violon
- Anwar Mansey: Violon
- Abdel Wahab Mansy: Violon
- Mostafa Abdel Naby: Violon
- Yahya Mahdi: Violon, Violoncelle
- Christopher Allan: Violoncelle
- Mostafa Mansy: Violoncelle
- Egyptian String Ensemble: Cordes
- Hakim Kaci: Claviers
- Joshua Adel: Chœurs
- Miquette Giraudy : Chœurs
- Kamilya Adli: Chœurs
- Karima Yahiaoui: Chœurs
- Casbah Boys: Chœurs
- Nacera Mesbah: Chœurs
- Christian Olivier: Chœurs
- Brian Eno: Batterie, Synthétiseur, chœurs
- Alex Toff: Batterie
- Hossam Ramzy: Percussion, Direction des cordes
- Aziz Ben Salam: Flûte
- Ali Bensadoun: Gallal, Gasba, Ney, Raita
- Dr. Maggid Serour: Qanoun, Quanun

Source:

## Accueil critique
Cet album de Rachid Taha reçut un excellent accueil aux États-Unis.